# Josef Gotsch
Josef Gotsch (ur. 1915, zm. ?) – zbrodniarz nazistowski, członek załogi niemieckiego obozu koncentracyjnego Dachau  i SS-Rottenführer.
Volksdeutscher rumuński. W czasie II wojny światowej pełnił służbę w obozie głównym Dachau jako strażnik odpowiedzialny za psy wartownicze w jednym z komand więźniarskich. Uczestniczył również w ewakuacji obozu. W procesie załogi Dachau (US vs. Josef Hintermayer i inni), który toczył się w dniach 4–5 marca 1947 przed amerykańskim Trybunałem Wojskowym w Dachau skazany został na 3 lata pozbawienia wolności za szczucie psem podległych mu więźniów.